# Tom Lord
Thomas „Tom“ D. Lord (* 27. Juli 1940 in Vancouver) ist ein kanadischer Jazz-Diskograf.

## Leben
Tom Lord begann 1992 in Vancouver mit der Publikation einer umfangreichen Jazz-Diskografie, die 2007 in 34 Bänden vorliegt (die ursprüngliche gedruckte Ausgabe wurde 2001 in 26 Bänden von je rund 600 Seiten abgeschlossen) und auch als jährlich neu aufgelegte CD-ROM herausgekommen ist (außerdem kann man für einen Online-Zugriff auf die Datenbank subskribieren). Sie beruht auf älteren Vorgänger-Diskografien wie denen von Brian Rust, Jörgen Grunnet Jepsen, Walter Bruyninckx und Albert McCarthy, dem Archiv der Zeitschrift Cadence, Informationen von Sammlern u. a. Lord erstellte damit eine umfangreiche Datenbank, die er laufend aktualisiert. Die frühesten verzeichneten Aufnahmen stammen von 1896. Lord berücksichtigt alle Jazz-Genres. Es sind auch einige Blues-Aufnahmen und (in den Anfangsbänden) auch eigentlich nicht zum Jazz zählende Musikrichtungen wie Gospel und Cajun-Musik verzeichnet.
Im Dezember 2020 erschien die 21. CD-ROM-Ausgabe, die nach eigenen Angaben 51.152 Leader (unter deren Namen Aufnahmen entstanden), 1,4 Mio. Musiker, 250.000 Sessions sowie insgesamt über 430.000 Tonträgerausgaben (CD, LP, 78er) enthält. Der Zuwachs in den jährlich erscheinenden CD-ROMs beträgt zwischen 4500 und 6000 Sessions.
Tom Lords Diskografie-Projekt ist das umfangreichste zurzeit laufende Jazz-Diskografie-Projekt. Andere vergleichbare Projekte, wie jenes von Erik Raben in Dänemark, der Jepsen fortsetzte, und von Bruyninckx in Belgien wurden eingestellt.